# Callostrotia flavizonata
Callostrotia flavizonata là một loài bướm đêm trong họ Noctuidae.